# Натуна – Сінгапур
Натуна — Сінгапур — офшорний трубопровід, призначений для поставок газу з індонезійських родовищ біля островів Натуна.
У кінці 1990-х років приступили до розвитку родовищ в індонезійському секторі Південнокитайського моря. Унікальне родовище Натуна, яке є найбільшим у цьому районі, станом на середину 2010-х років через певні причини так і не введене в експлуатацію, проте запасів цілого ряду менших об'єктів вистачало для організації поставок до Малайзії та Сінгапуру.
Першим за часом спорудження став газопровід до Сінгапуру, введений в експлуатацію у 2001 році. Його довжина складає 654 км, діаметр труб основної ділянки 700 мм. Система здатна транспортувати близько 20 млн м3 газу на добу.
Сировинною базою поставок слугують родовища ліцензійних блоків Натуна В (Anoa, Kakap, Belida, Buntal, Tembang, Belanak) та Какап.
Проєкт газопроводу було реалізовано консорціумом у складі індонезійської державної компанії Pertamina, американської ConocoPhillips, британської Premier Oil та Gulf Indonesia Resources.